# Jean Rougerie
Jean Rougerie (ur. 9 marca 1929 w Neuilly-sur-Seine, zm. 25 stycznia 1998 w Ivry-sur-Seine) – francuski aktor filmowy, teatralny i telewizyjny pochodzenia belgijskiego. Jako syn finansisty, zdecydował się na karierę artystyczną. Jednak nie zdał egzaminu wstępnego w Narodowym Konserwatorium Sztuki Dramatycznej (Conservatoire National Supérieur d’Art Dramatique) w Paryżu. Występował w Théâtre du Château de Fontainebleau i Théâtre Firmin Gémier, w repertuarze Eugène Ionesco, Prospera Mériméego, Moliera, Marivaux, Louis-Ferdinand Céline, Eugène Labiche, Émile Zoli czy Dostojewskiego.

## Filmografia

### Filmy fabularne
- 1947: Monsieur Vincent jako biedak
- 1959: Kawaler de Lagardère (Le bossu) jako tyran
- 1959: Głowa o mur (La tête contre les murs)
- 1959: Garbus (Le bossu)
- 1974: Widmo wolności (Le Fantôme de la liberté) jako Charles
- 1974: Lacombe Lucien (Lacombe Lucien) jako Pirre Tonin
- 1975: Odnaleźliśmy siódmą kompanię (On a retrouvé la 7eme compagnie!) jako niemiecki oficer, gracz w szachy
- 1975: Niech się zacznie zabawa (Que la fête commence...) jako Talhouet
- 1977: Maszeruj lub giń (March or Die) jako Legionista na stacji 1
- 1978: Judith Therpauve jako Fournol
- 1978: Racja stanu (La raison d'état) jako premier ministra
- 1978: Przygotujcie chusteczki (Préparez vos mouchoirs) jako pan Beloeil
- 1979: Zimny bufet (Buffet froid) jako Eugène Léonard, świadek
- 1979: Wojna policji (La guerre des polices) jako Mermoz
- 1980: Czuła kuzynka (Tendres cousines) jako pan Lacroix
- 1981: Wybór broni (Le choix des armes) jako Raymond Constantini
- 1982: A stawką jest śmierć (Le Prix du danger) jako przewodniczący komitetu
- 1982: Cały ogień i blask (Tout feu, tout flamme) jako lekarz
- 1982: Gwiazda północna (L’Étoile du Nord) jako pan Baron
- 1983: Edith i Marcel (Édith et Marcel) jako reżyser teatralny
- 1983: Za jedną kobietą może się kryć inna (Attention une femme peut en cacher une autre!) jako pan Santaluccia
- 1984: American dreamer jako Don Carlos
- 1984: Gwendoline (The Perils of Gwendoline in the Land of the Yik Yak) jako D’Arcy
- 1984: Pinot simple flic jako Vaudreuil
- 1985: Zabójczy widok (A View to a Kill) jako Achille Aubergine
- 1990: Chwała mojego ojca (La gloire de mon père) jako Bergougnas, dealer
- 1990: Upiór w operze (The Phantom of the Opera, TV) jako Jean-Claude
- 1991: Dziękuję ci, życie (Merci la vie) jako naukowiec sądowy

### Seriale TV
- 1980: Komisarz Moulin (Commissaire Moulin) jako Baudouin
- 1980: Fantômas jako prof. Pelardy
- 1990: Dallas jako kapitan Rougement
- 1992: Ferbac jako Lazard
- 1992: Kroniki młodego Indiany Jonesa (The Young Indiana Jones Chronicles) jako Philippe Pétain
- 1992: Julie Lescaut jako komisarz Peuchard